# 鳴子御殿湯車站
鳴子御殿湯車站 （日语：／ Naruko-gotenyu eki */?）是一由東日本旅客鐵道（JR東日本）所經營的鐵路車站，位於日本宮城縣大崎市鳴子溫泉，是JR東日本陸羽東線的沿線車站之一。鳴子御殿湯車站位於JR東日本仙台支社的管轄範圍內，由鳴子溫泉車站負責管理，並委託由東鳴子溫泉旅館組合所設立的車站管理組織——鳴子御殿湯車站管理組合——代為經營車站的售票窗口業務。

## 車站結構
鳴子御殿湯車站內設有一座側式月台一條乘車線，包含車站與月台等設施，全都設置在鋪設軌道用的土壘上。在木造的車站站房內，設有面積不小的候車室。
車站前有道路與國道47號（羽後街道）相連，在國道沿線除了住宅外，也有東鳴子溫泉的溫泉旅館林立。本站在1952年初設時原名東鳴子，但為了強化其溫泉鄉出入玄關的地位，而於1997年時更改為目前的車站名。

## 相鄰車站
東日本旅客鐵道
■陸羽東線
川渡溫泉－鳴子御殿湯－鳴子溫泉

## 外部連結
- JR東日本－鳴子御殿湯車站 （页面存档备份，存于）（日語）

38°44′40.55″N 140°44′13.70″E / 38.7445972°N 140.7371389°E